# Cambodia (chanson)
Pour les articles homonymes, voir Cambodia.
 (avril 2017).
Si vous disposez d'ouvrages ou d'articles de référence ou si vous connaissez des sites web de qualité traitant du thème abordé ici, merci de compléter l'article en donnant les références utiles à sa vérifiabilité et en les liant à la section « Notes et références ».
Singles de Kim Wilde
Water on Glass
(1981) View from a Bridge
(1982)
Cambodia est le quatrième single de la chanteuse britannique Kim Wilde. Le single est sorti fin 1981, une année où Kim Wilde comptait déjà trois singles au top des charts et un premier best-seller.

## Historique
Cambodia a plus tard été inclus sur le second album studio de Kim Wilde, Select sorti en 1982. Dans cette version, le titre est suivi d'un long passage instrumental, reprenant le thème principal à un tempo plus soutenu, intitulé Reprise.
Musicalement et lyriquement, Cambodia a montré un changement de direction pour Wilde par rapport à la musique new wave de son premier album. La chanson a été principalement axée sur le synthétiseur, avec un son oriental des percussions.
Les paroles, qui racontent l'histoire de l'épouse d'un pilote de l'US Air Force basé en Thaïlande, dont le mari disparaît mystérieusement lors d'un vol au-dessus du Cambodge et ne revient jamais, sont inspirées de quelques-unes des tragédies qui ont eu lieu au Sud-Viêt Nam. Lors de l'écriture des paroles, Marty Wilde a imaginé un pilote américain volant à bord d'un McDonnell Douglas F-4 Phantom II, abattu par un missile anti-aérien. Il était initialement prévu d'inclure au titre Reprise un bruitage de moteurs à réaction, suivi du son d'une fusée de soufflage du Phantom II. Cependant, la pochette du single montrant une bande dessinée mettant en vedette des hélicoptères, ces sons ont dû être remplacés.

## Réception
Le single fut un succès international, atteignant la première position des charts en Suède, en Suisse et au Danemark. Il fut également numéro un en France, où il s'est vendu à un million d'exemplaires et est certifié disque de platine,. Le single a été publié au format vinyle 7" ainsi qu'au format 12" en Allemagne, mais pas dans une version remixée ou longue. La Face-B de ces singles est un morceau exclusif intitulé Watching For Shapes.

## Reprises
Le groupe norvégien Apoptygma Berzerk sur You and Me Against the World fait une reprise très accélérée aux accents électroniques propre au groupe.
Cette chanson a été aussi reprise par Vorwerk sous le titre Vietnam.
Dans la culture de la musique électronique, ce titre est devenu un classique avec de nombreux remix.

## Dans la culture
Sauf indication contraire, les informations mentionnées dans cette section peuvent être confirmées par le générique de fin de l'œuvre audiovisuelle présentée ici, ainsi que par la base de données cinématographiques IMDb,  présente dans la section « Liens externes ».
- 2006 : Dans Paris - bande originale du film.
- 2014 : La French - bande originale du film.
- 2015 : Discount - bande originale du film.
- 2018 : The Strangers : Prey At Night - bande originale du film
- 2019 : Vernon Subutex - bande originale de la série.
- 2020 : Le Dernier Voyage- bande originale du film[3].

## Liste des titres
Titres écrits et composés par Ricki Wilde et Marty Wilde.
| A. | Cambodia            | 3:56 |
| B. | Watching For Shapes | 3:40 |

| A. | Cambodia           |  |
| B. | Don't Count Me Out |  |

## Classements et certifications
| Pays             | Chart              | Position | Réf    |
| ---------------- | ------------------ | -------- | ------ |
| Royaume-Uni      | UK Singles Chart   | 12       | [ 4 ]  |
| Irlande          | IRMA               | 15       | [ 5 ]  |
| Suisse           | Swiss Music Charts | 1        | [ 6 ]  |
| Autriche         | Ö3 Austria Top 40  | 4        | [ 7 ]  |
| Pays-Bas         | MegaCharts         | 5        | [ 8 ]  |
| Suède            | Sverigetopplistan  | 1        | [ 9 ]  |
| Norvège          | VG-lista           | 3        | [ 10 ] |
| Nouvelle-Zélande | Rianz              | 21       | [ 11 ] |
| France           | SNEP               | 1        | [ 12 ] |

| Pays          | Certification | Date | Ventes    |
| ------------- | ------------- | ---- | --------- |
| France (SNEP) | Platine       | 1982 | 1 080 000 |

## Format
| Année | Pays        | Format                | Catalogue                 | Label                         |
| ----- | ----------- | --------------------- | ------------------------- | ----------------------------- |
| 1981  | Europe      | Vinyle 7" (45 tours)  | 1C 008-64 632             | RAK Records                   |
| 1981  | Europe      | Vinyle 12" (45 tours) | 1C K 052-64 632 Z         | RAK Records, EMI              |
| 1981  | Pays-Bas    | Vinyle 7"             | RAK 008-64 632            | RAK Records                   |
| 1981  | Royaume-Uni | Vinyle 7"             | RAK 336                   | RAK Records                   |
| 1981  | Australie   | Vinyle 7" (45 tours)  | RAK 621                   | RAK, EMI (Australia)          |
| 1981  | Europe      | Vinyle 7" (45 tours)  | 1C 008-64 632             | RAK, EMI Electrola            |
| 1982  | France      | Vinyle 7" (45 tours)  | 2C 008-64658 2C 008 64658 | RAK Records Pathé Marconi EMI |